# Cecilia Sjöholm
Cecilia Sjöholm, född 8 mars 1961, är en svensk professor i estetik.
Cecilia Sjöholm tog en fil.kand-examen vid Stockholms universitet och disputerade 1996 vid samma lärosäte i litteraturvetenskap med avhandlingen Föreställningar om det omedvetna: Stagnelius, Ekelöf och Norén. Hon har också en doktorsgrad i filosofi från Radbouduniversitetet i Nijmegen i Nederländerna. Hon var program- och ämnesansvarig för estetikprogrammet på Södertörns högskola 2000-08.
Cecilia Sjöholm är professor i estetik vid Södertörns högskola.